# Are You Ready (canción de AC/DC)
«Are You Ready» es una canción de la banda australiana de hard rock AC/DC, la cual aparece en el álbum de estudio The Razors Edge, lanzado en 1990 por Atco Records.

## Video musical
El video musical para esta canción, dirigido por David Mallet, muestra a un grupo de presos que asisten a un mini concierto de AC/DC en su prisión. 
Un preso se viste de gala para prepararse para que la banda para toque la canción y los guardias de seguridad les afeitan la cabeza a los presos, dejando una parte sin afeitar que forma el logo de AC/DC, el similar a la cubierta del álbum de la banda, The Razors Edge.

## Lista de canciones
Todas las letras escritas por Angus Young y Malcolm Young, toda la música compuesta por AC/DC. 
| Lanzamiento promocional |        |          |  |
| N.º                     | Título | Duración |  |

## Posicionamiento en las listas
| Año  | Sencillo        | Listas                 | Posición |
| ---- | --------------- | ---------------------- | -------- |
| 1991 | "Are You Ready" | Mainstream Rock Tracks | 16       |

## Personal
- Brian Johnson – voz
- Angus Young – guitarra
- Malcolm Young – guitarra rítmica
- Cliff Williams – bajo
- Chris Slade – batería